# Argyrophora histrionalis
Argyrophora histrionalis là một loài bướm đêm trong họ Geometridae.